# Lars Annerén
Lars Erik Annerén, född 21 september 1943 i Örebro, är en svensk jurist som var lagman i Eksjö tingsrätt från 1984 till 1997 samt i Kalmar tingsrätt från 1998 till 2006.
Annerén blev juris kandidat vid Uppsala universitet 1967 och genomförde sin tingstjänstgöring 1967–1970 innan han blev fiskal i Svea hovrätt 1971. Han var vattenrättsdomare 1961–1971, hovrättsråd i Göta hovrätt från 1980 och lagman i Eksjö tingsrätt 1984–1997, samt i Kalmar tingsrätt 1998–2006. Han var dessutom avdelningsdirektör vid Domstolsverket 1975–1976 och avdelningschef vid Statens jordbruksnämnd 1982–1984.
Annerén är son till uppbördsdirektör Anders Annerén och hans maka Brita-Lisa, född Broström. Han har från 1982 varit gift med Kerstin, född Vegerfors 1951.